# Sofia Eriksdotter av Danmark
Sofia Eriksdotter av Danmark, född troligen tidigast 1240 i Danmark, död 1286 i Danmark, var Sveriges drottning från 1260 till 1275 genom sitt giftermål med kung Valdemar Birgersson. Hon var dotter till kung Erik Plogpenning av Danmark och därmed dansk prinsessa, samt genom sin make svärdotter till Birger jarl.

## Biografi
Sofias far Erik Plogpenning mördades 1250. Det sägs att då hon meddelades om att hon skulle bli gift med svenske kung Valdemar Birgersson, gick hon in i sin kammare och bad till Maria: "Giv mig lycka med honom och honom med mig". De gifte sig 1260 i Jönköping (platsen kan även vara Öninge i Ödeshög: Erikskrönikan uppger Ymninge).
Drottning Sofia beskrivs som en kvick, temperamentsfull och maktlysten skönhet med skarp tunga, och det finns många citat om hennes skarpa repliker. Hon kallade makens bröder "Magnus Kittlarböter", eventuellt "kittelflickare", vilket ansågs som en förolämpning, och "Erik allsintet". Hon var bland annat känd för sitt schackintresse. 1269 besökte hon sin fars grav och sina systrar Agnes och Jutta i kloster i Danmark. 1272 kom Jutta till Sverige och fick barn med Valdemar 1273, vilket gjorde att kungen tvingades göra bot genom en pilgrimsfärd till Rom 1274. "Ve mig. Den sorgen övervinner jag aldrig. Ve mig, att min syster någonsin skådade Sveriges rike", uppges hon ha sagt. Då maken avsattes efter slaget vid Hova 1275 befann de sig Ramundeboda kloster i Närke; han sov, medan hon sades ha nåtts av nyheten då hon spelade schack.
År 1277 återvände hon till Danmark; maken hade då börjat leva öppet med sina älskarinnor och förebråddes av biskoparna för att ha förskjutit henne. År 1283 skänkte exdrottningen sitt laxfiske i Norrköping till S:t Martins kloster i Skänninge och det är i hennes donationsbrev som ortnamnet Norrköping finns belagt i skrift första gången, som Norkøponge.

### Barn
1. Ingeborg (1263–1292), gift med Gerhard II av Holstein
2. Erik (1272–1330)
3. Marina, gift med greve Rudolf von Diepholz
4. Rikissa (död cirka 1292), gift med Przemyslaw II av Polen
5. Katarina (–1283)
6. Margareta, nunna